# Harley-Davidson FLD Dyna Switchback
Harley-Davidson FLD Dyna Switchback – amerykański motocykl typu cruiser produkowany przez Harley-Davidson od 2012 roku.

## Dane techniczne/Osiągi
Silnik: V2
Pojemność silnika: 1690 cm³
Moc maksymalna: brak danych
Maksymalny moment obrotowy: 136 Nm/3500 obr./min
Prędkość maksymalna: brak danych
Przyspieszenie 0–100 km/h: brak danych